# Sonda espacial

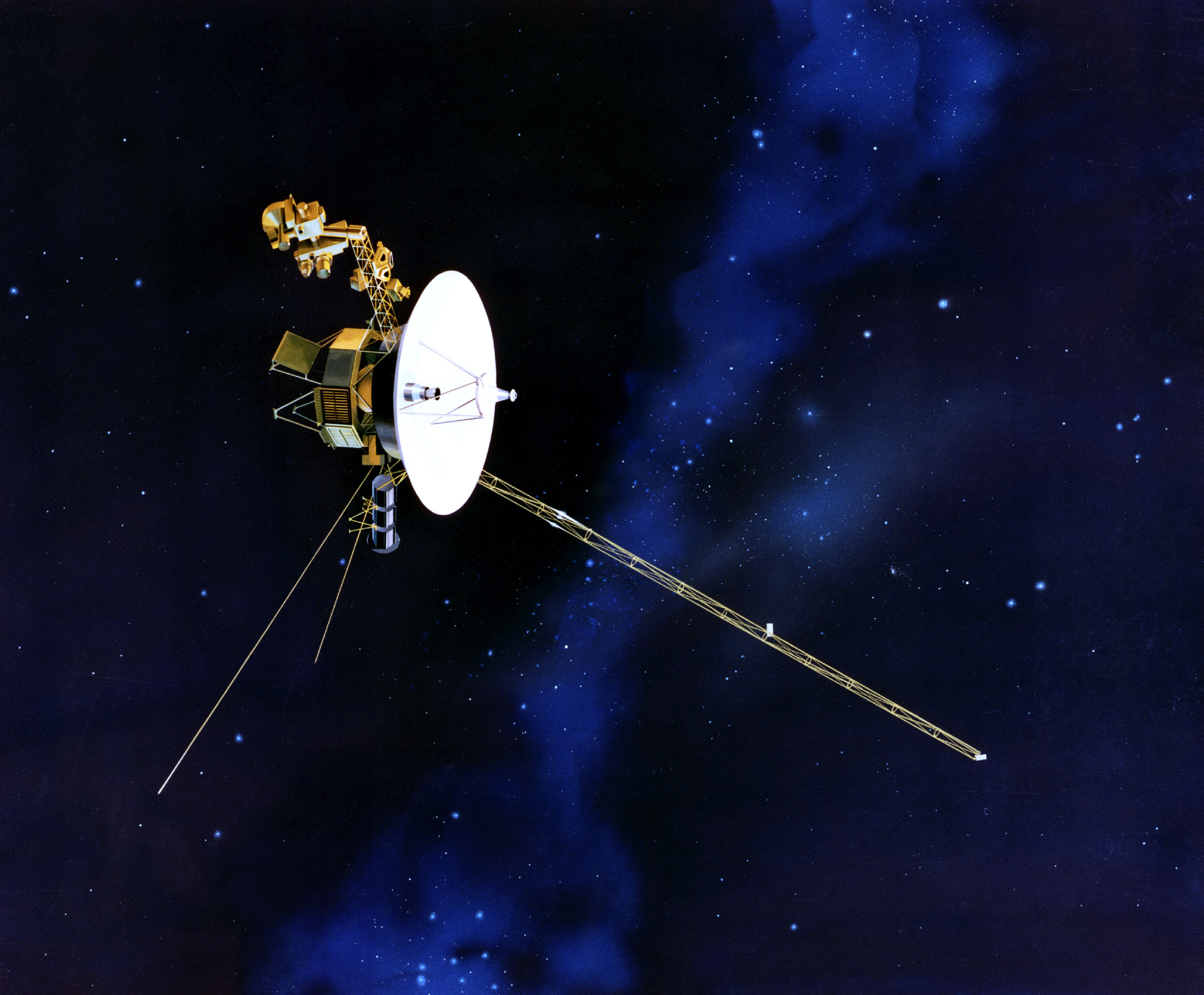
Voyager 1, que ainda em atividade fora do Sistema Solar, é o objeto feito pelo homem mais distante do planeta Terra

Sonda espacial é uma nave espacial não tripulada, utilizada para a exploração remota de outros planetas, satélites, asteroides ou cometas. Normalmente as sondas têm recursos de telemetria, que permitem estudar à distância suas características físico-químicas, tirar fotografias e por vezes também o seu meio ambiente. Algumas sondas, como Landers ou Rovers, pousam na superfície dos astros celestes, para estudos de sua geologia e do seu clima. As primeiras sondas para estudar outros astros foram lançadas no fim da década de 1950 pela extinta União Soviética e Estados Unidos, logo no início da exploração espacial, e que ajudaram muito a desvendar os mistérios do Universo. Recentemente, a Agência Espacial Europeia, Japão, República Popular da China e Índia também já lançaram as suas sondas.

## Tipos de sondas
- Sobrevoo (flyby): sonda que passa próxima a um astro e o analisa com seus instrumentos;[3][4]
- Orbitador (orbiter): sonda que entra em órbita de um astro, passando a funcionar como um satélite artificial do mesmo;
- Impacto: sonda que é colidida com um astro, fazendo análises durante a aproximação ou colisão a ele;[5]
- Aterrissadora (lander): sonda que pousa num astro analisando-o in loco, muitas vezes levando consigo uma sonda veicular;
- Veicular (rover): sonda com capacidade de locomoção para analisar uma área maior de um astro;
- Observatório: sonda com capacidade telescópica, que pode atuar em uma ou mais faixas do espectro eletromagnético, para efetuar observações astronômicas, geofísicas e espectrais, sem as distorções provocadas pela atmosfera terrestre.

## Missões para o Sol
- Programa Hélios (1974-1985)

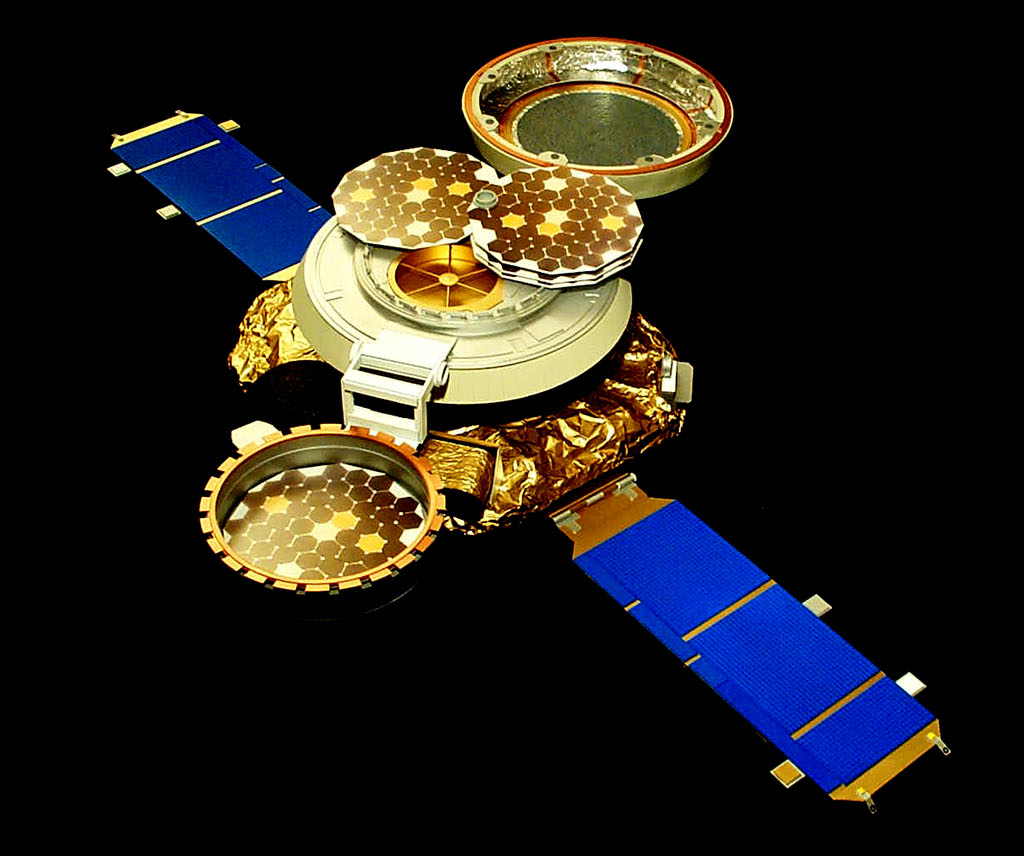
A sonda Genesis

- Sonda Espacial Ulysses (1994-2008).
- Sonda Espacial SOHO  (1995-ainda em operação).
- Sonda Espacial Genesis (2001-2004)
- Sonda Espacial Hinode  (2006-ainda em operação).
- Sonda Espacial STEREO (A e B) (2006-ainda em operação).
- Sonda Espacial IBEX (2008-ainda em operação)
- Sonda Espacial Observatório Dinâmica Solar (2010)
- Parker (sonda espacial) (2018)

## Missões para Mercúrio

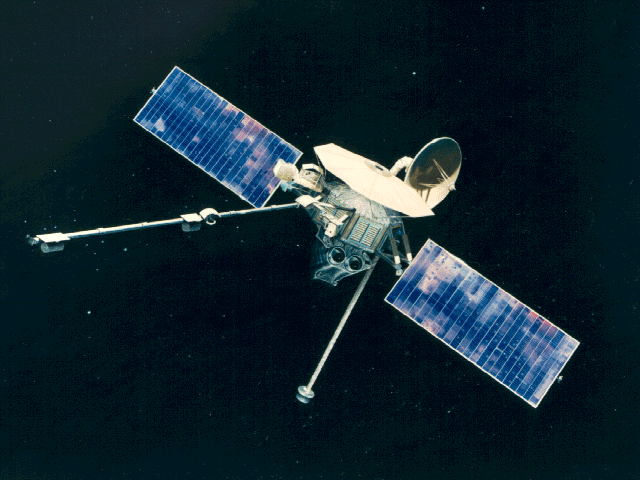
A sonda Mariner

- Programa Mariner
  - Mariner 10

- Sonda Espacial MESSENGER

## Missões para Vênus
- Programa Venera

-  Sonda Espacial Venera 1

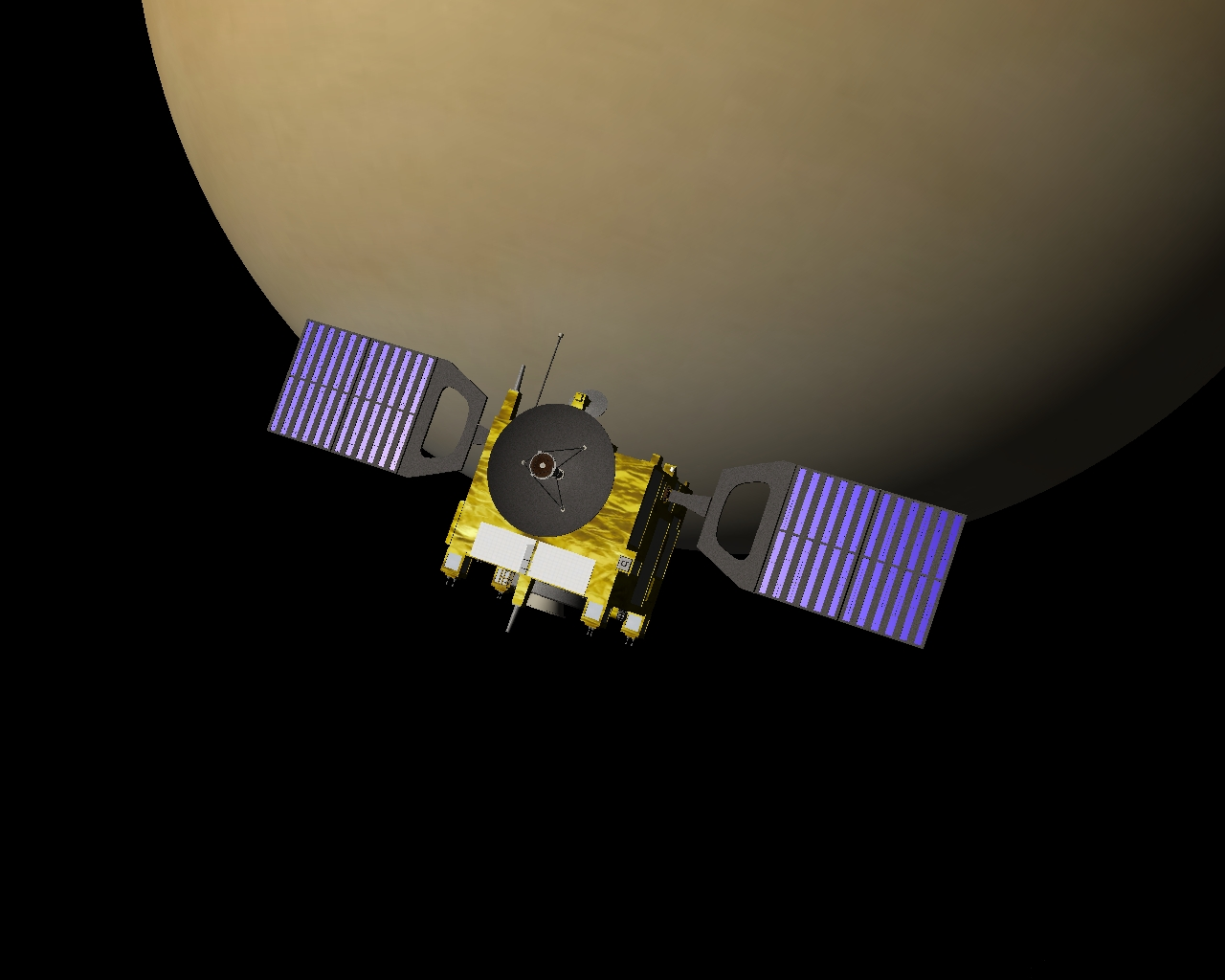
A sonda Venus Express

-  Sonda Espacial Venera 2MV-1 No.1
-  Sonda Espacial Venera 2MV-1 No.2
-  Sonda Espacial Venera 2MV-2 No.1
-  Sonda Espacial Venera 1964A
-  Sonda Espacial Venera 1964B
-  Sonda Espacial Cosmos 27
-  Sonda Espacial Venera 2
-  Sonda Espacial Venera 3
-  Sonda Espacial Venera  1965A
-  Sonda Espacial Venera 4
-  Sonda Espacial Venera 5
-  Sonda Espacial Venera 6
-  Sonda Espacial Venera 7
-  Sonda Espacial Venera 8
-  Sonda Espacial Venera 9
-  Sonda Espacial Venera 10
-  Sonda Espacial Venera 11
-  Sonda Espacial Venera 12
-  Sonda Espacial Venera 13
-  Sonda Espacial Venera 14
-  Sonda Espacial Venera 15 e 16

- Projeto Pioneer Venus.
  - Sonda Espacial Pioneer Venus 1
  - Sonda Espacial Pioneer Venus 2
- Programa Novas Fronteiras.
  -  Satélite Venus In-Situ Explorer
- Programa Zond
  - Sonda Espacial Zond 1
- Programa Mariner
  - Mariner 1
  - Mariner 2
  - Mariner 5
  - Mariner 10

- Venus Express
- Vega
- Magellan

## Missões terrestres
- Programa Sputnik

- Sputnik II
- Sputnik III
- Korabl-Sputnik 1
- Korabl-Sputnik 2
- Korabl-Sputnik 3
- Korabl-Sputnik 4
- Korabl-Sputnik-5

- Programa Explorer

- Explorer 1
- Explorer 2
- Explorer 3
- Explorer 4
- Explorer 5
- Explorer 6
- Explorer 7
- Explorer 8
- Explorer 9
- Explorer 10
- Explorer 11

- Satélite A-Train

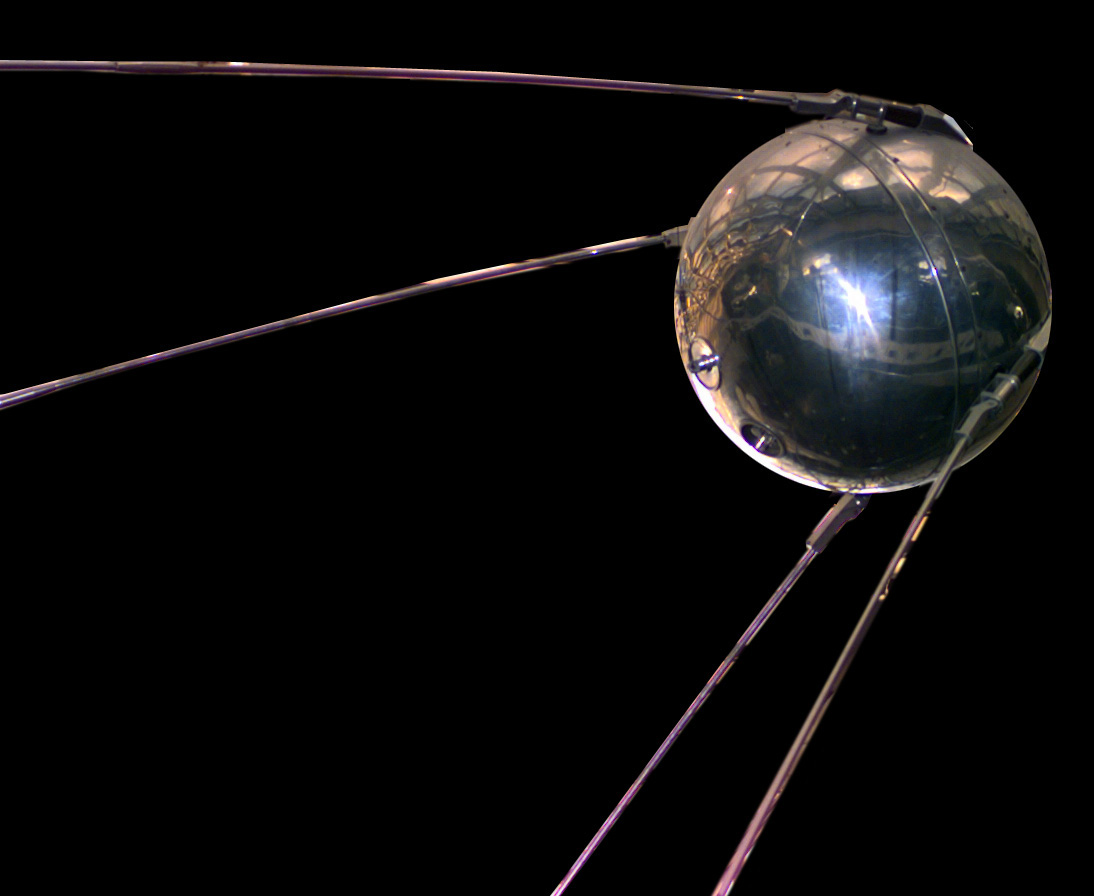
Sputnik 1, o primeiro satélite espacial

- Missão de Medida de Chuva Tropical
- Satélite GRACE
- Satélite Aqua
- Satélite CloudSat
- Satélite CALIPSO
- Satélite Aura
- Satélite THEMIS
- Satélite Aquarius ou SAC-D (1994)
- CRRES
- Space Technology 5
- Cluster
- CHAMP
- COSMIC
- GOCE
- KEO

## Missões para a Lua
- Programa Luna (1958-1976)

-  Sonda Espacial Luna 1
-  Sonda Espacial Luna 2
-  Sonda Espacial Luna 3
-  Sonda Espacial Luna 4
-  Sonda Espacial Luna 5
-  Sonda Espacial Luna 6
-  Sonda Espacial Luna 7
-  Sonda Espacial Luna 8
-  Sonda Espacial Luna 9
-  Sonda Espacial Luna 10
-  Sonda Espacial Luna 11
-  Sonda Espacial Luna 12
-  Sonda Espacial Luna 13
-  Sonda Espacial Luna 14
-  Sonda Espacial Luna 15
-  Sonda Espacial Luna 16
-  Sonda Espacial Luna 17
-  Sonda Espacial Luna 18
-  Sonda Espacial Luna 19
-  Sonda Espacial Luna 20
-  Sonda Espacial Luna 21
-  Sonda Espacial Luna 22
-  Sonda Espacial Luna 23
-  Sonda Espacial Luna 24

- Projeto Apollo (1961-1972)

- Apollo 7
- Apollo 8
- Apollo 9
- Apollo 10
- Apollo 11
- Apollo 12
- Apollo 13
- Apollo 14
- Apollo 15
- Apollo 16
- Apollo 17

- Programa Ranger (1961)

-  Sonda Espacial Ranger 1
-  Sonda Espacial Ranger 2
-  Sonda Espacial Ranger 3
-  Sonda Espacial Ranger 4
-  Sonda Espacial Ranger 5
-  Sonda Espacial Ranger 6
-  Sonda Espacial Ranger 7
-  Sonda Espacial Ranger 8
-  Sonda Espacial Ranger 9

- Programa Surveyor (1966-1968)

-  Sonda Espacial Surveyor 1
-  Sonda Espacial Surveyor 2
-  Sonda Espacial Surveyor 3
-  Sonda Espacial Surveyor 4
-  Sonda Espacial Surveyor 5
-  Sonda Espacial Surveyor 6
-  Sonda Espacial Surveyor 7

- Programa Lunar Orbiter (1966-1967)
  -  Sonda Espacial Lunar Orbiter 1
  -  Sonda Espacial Lunar Orbiter 2
  -  Sonda Espacial Lunar Orbiter 3
  -  Sonda Espacial Lunar Orbiter 4
  -  Sonda Espacial Lunar Orbiter 5
- Programa Lunokhod
  -  Sonda Espacial Lunokhod 1
  -  Sonda Espacial Lunokhod 2
- Programa Espacial Zond
  -  Sonda Espacial Zond 3
  -  Sonda Espacial Zond 4
  -  Sonda Espacial Zond 5
  -  Sonda Espacial Zond 6
  -  Sonda Espacial Zond 7
  -  Sonda Espacial Zond 8
- Programa Chinês de Exploração Lunar
  - Sonda Espacial Chang'e 1 (2007-2009)
  - Sonda Espacial Chang'e 2 (2010-2011)
  - Sonda Espacial Chang'e 3 (2013-em andamento)
- Programa Explorer
  - Satélite Espacial Explorer 49
  - Satélite Espacial Explorer 35
- Programa de Precurores Robóticos Lunares
  - Sonda Espacial LCROSS (2009)
- Programa Constellation
  - Módulo Lunar Altair (em andamento - autorizado pela NASA em 2005)
- Programa Pioneer
  - Sonda Espacial Pioneer 4
  - Sonda Espacial Pioneer 10

- Explorer (1958-2007)
- Sonda Espacial Hiten-Hagomoro (1990-1993)
- Sonda Espacial Clementine (1994)
- Asiasat 3/HGS 1 (1995-em andamento)
- Sonda Espacial Lunar Prospector (1998-1999)
- SMART-1 (2003-2006)
- LUNAR-A (2004-2007)
- SELENE (2007-2009)
- Sonda Espacial Chandrayaan-1 (2008-término previsto para 2010).
- A Sonda Espacial Lunar Reconnaissance Orbiter (lançamento agendado para 17 de junho de 2009[6]).

- Programa Ares (missão tripulada à Lua; início dos testes previstos para o Verão de 2009; lançamento de astronautas à Lua previsto para 2020).

## Missões para Marte
- Programa Zond
  - Sonda Espacial Zond 2
- Programa Viking
  - Sonda Espacial Viking 1
  - Sonda Espacial Viking 2

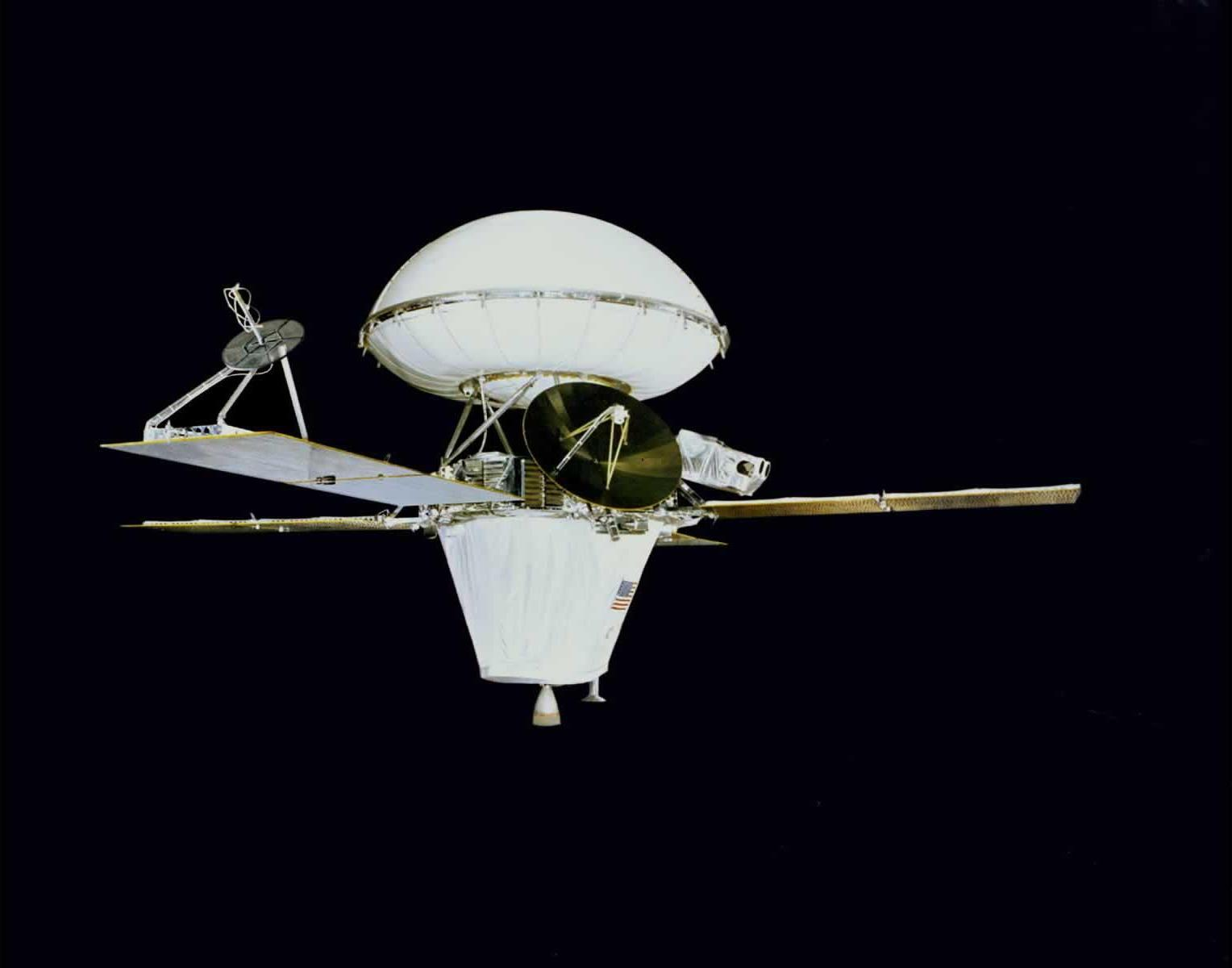
A Viking

- Missão Veículos Exploradores de Marte
  - Spirit
  - Opportunity
  - Sonda Espacial Mars Reconnaissance Orbiter
- Programa Mariner

- Sonda Espacial Mariner 3
- Sonda Espacial Mariner 4
- Sonda Espacial Mariner 5
- Sonda Espacial Mariner 6
- Sonda Espacial Mariner 7
- Sonda Espacial Mariner 8
- Sonda Espacial Mariner 9

- Programa Marte

- Sonda Espacial Sputnik 22
- Sonda Espacial Marte 1
- Sonda Espacial Sputnik 24
- Sonda Espacial Marte 1960A
- Sonda Espacial Marte 1960B
- Sonda Espacial Marte 1969A
- Sonda Espacial Marte 1969B
- Sonda Espacial Marte 2
- Sonda Espacial Marte 3
- Sonda Espacial Kosmos 419
- Sonda Espacial Marte 4
- Sonda Espacial Marte 5
- Sonda Espacial Marte 6
- Sonda Espacial Marte 7

- Programa Phobos
  - Phobos I
  - Phobos II

- Sonda Espacial Mars Pathfinder
- Sonda Espacial Mars Global Surveyor
- Sonda Espacial Nozomi
- Sonda Espacial Mars Odyssey
- Sonda Espacial Mars Express
- Sonda Espacial Phoenix
- Fobos-Grunt, fracassou em sair da órbita da Terra em nov/2011.
- Sonda Espacial Curiosity
- Sonda Espacial MAVEN
- Sonda Espacial Mangalyaan

## Missões para Júpiter

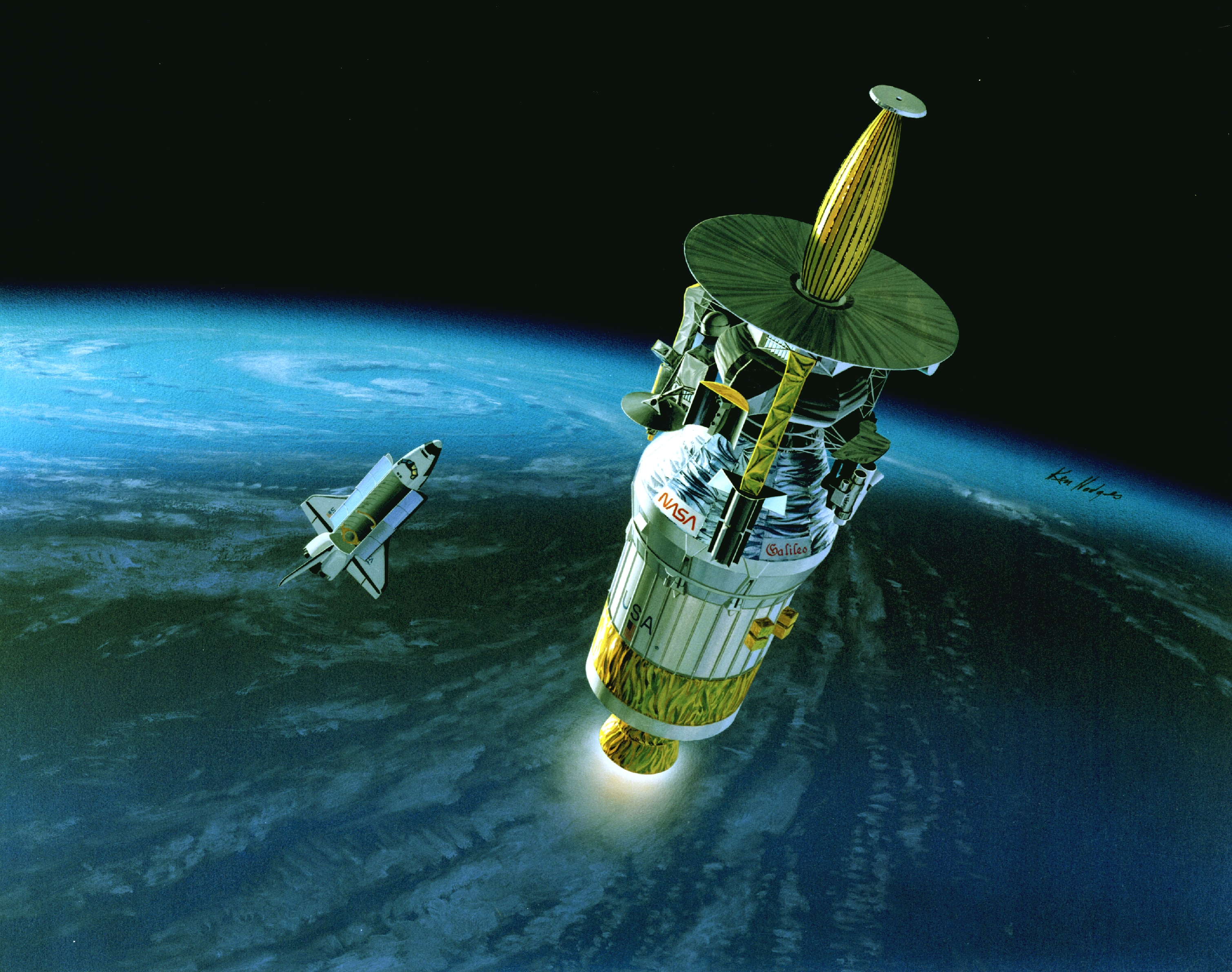
A Sonda Espacial Galileo

- Sonda Espacial Galileo
- Sonda Espacial Juno
- Programa Pioneer
  - Sonda Espacial Pioneer 10
  - Sonda Espacial Pioneer 11
- Programa Voyager
  - Sonda Espacial Voyager 1
  - Sonda Espacial Voyager 2

## Missões para Saturno

A Sonda Espacial Cassini

- Programa Pioneer
  - Pioneer 11
- Programa Voyager
  - Sonda espacial Voyager 1
- Sonda Espacial Cassini

## Missões para Urano
- Programa Voyager
  - Sonda espacial Voyager 2

## Missões para Netuno
- Programa Voyager
  - Sonda espacial Voyager 2

## Missões para Plutão / Cinturão de Kuiper
- Sonda espacial New Horizons

## Missões para cometas e asteroides

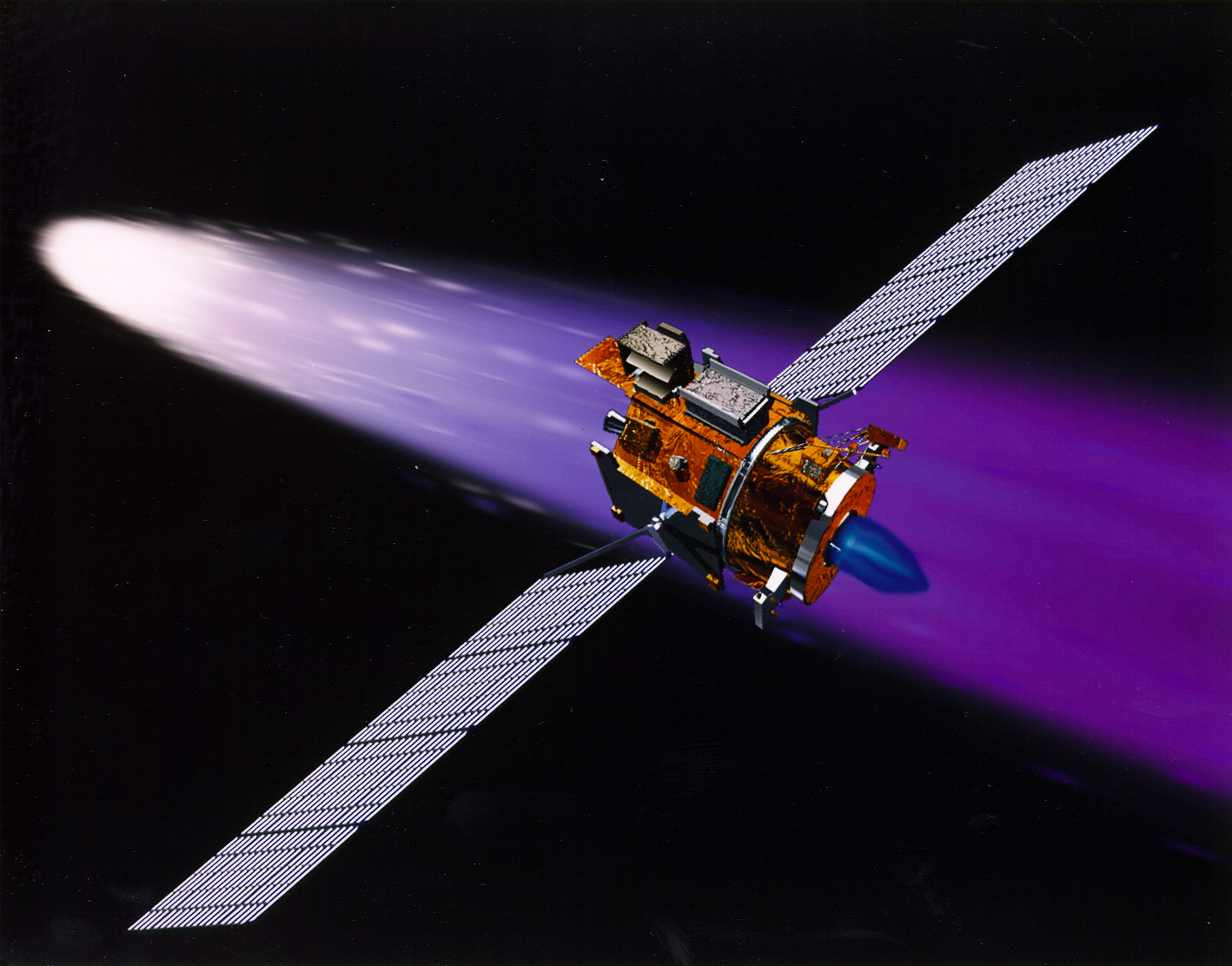
A sonda Deep Space 1

- Sonda Espacial Stardust
- Sonda Espacial Deep Impact
- Sonda Espacial Hayabusa
- Sonda Espacial NEAR Shoemaker
- Sonda Espacial Deep Space 1
- Sonda Espacial Dawn
- OSIRIS/REX
- Sonda Espacial Vega 1
- ISEE-3/ICE
- Sakigake
- Sonda Espacial Giotto
- Sonda Espacial Suisei
- Sonda Espacial Rosetta
- Comet Surface Sample Return

## Missões para o Espaço Interplanetário
- Sonda espacial Pioneer 5.
- Sondas espaciais Pioneer 6, 7, 8 e 9.

## Missões para fora do Sistema Solar
- Programa Pioneer
  - Sonda Espacial Pioneer 10
  - Sonda Espacial Pioneer 11
- Programa Voyager
  - Sonda Espacial Voyager 1
  - Sonda Espacial Voyager 2

- GALEX
- Observatório
- COBE
- Telescópio espacial Hubble
- FUSE
- Telescópio espacial Spitzer
- Astro-F
- Integral
- COROT
- Observatório de raios-X Chandra
- WISE
- Telescópio espacial Kepler

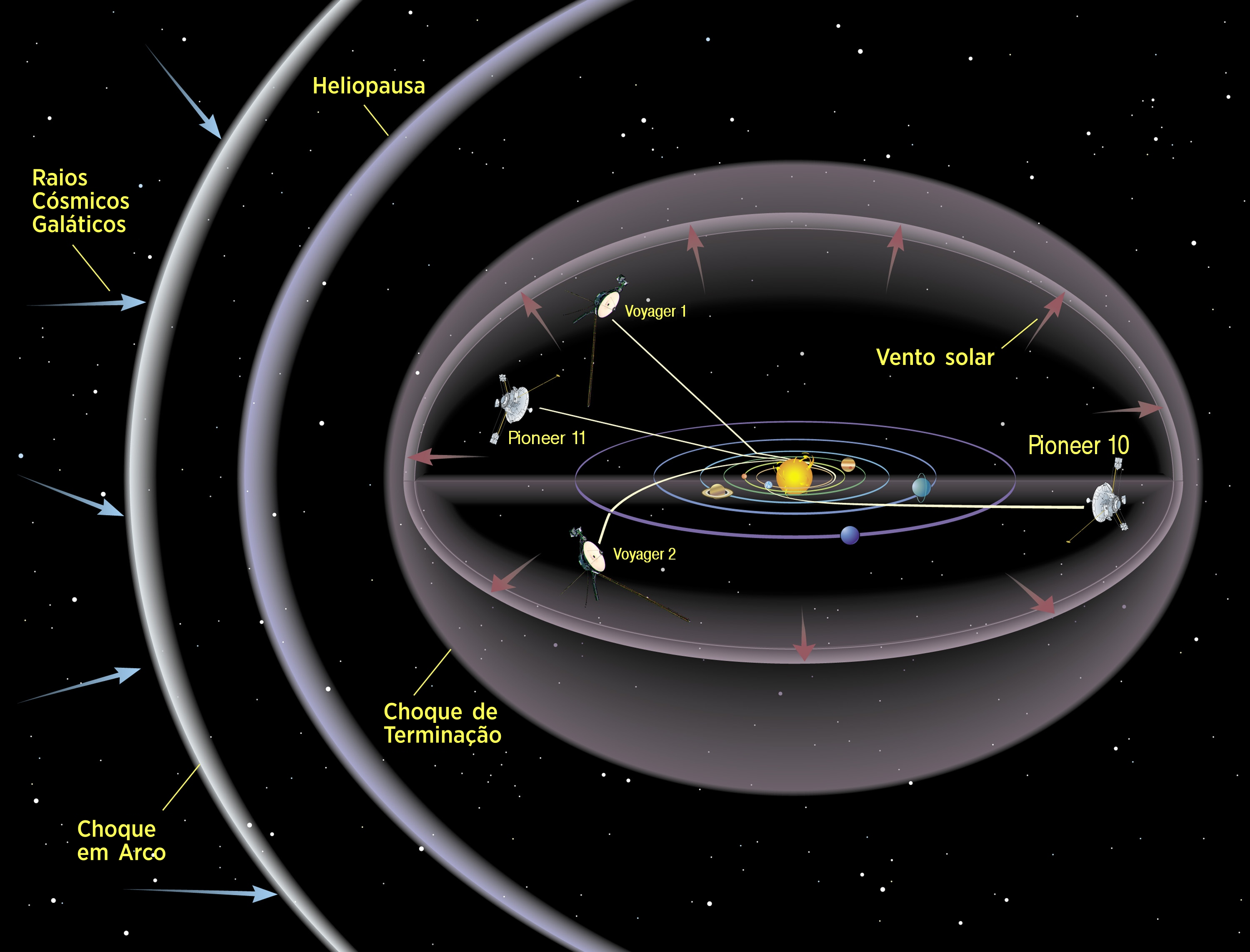
Localização das Sondas Espaciais Pioneer-10, Pioneer-11, Voyager 1 e Voyager 2

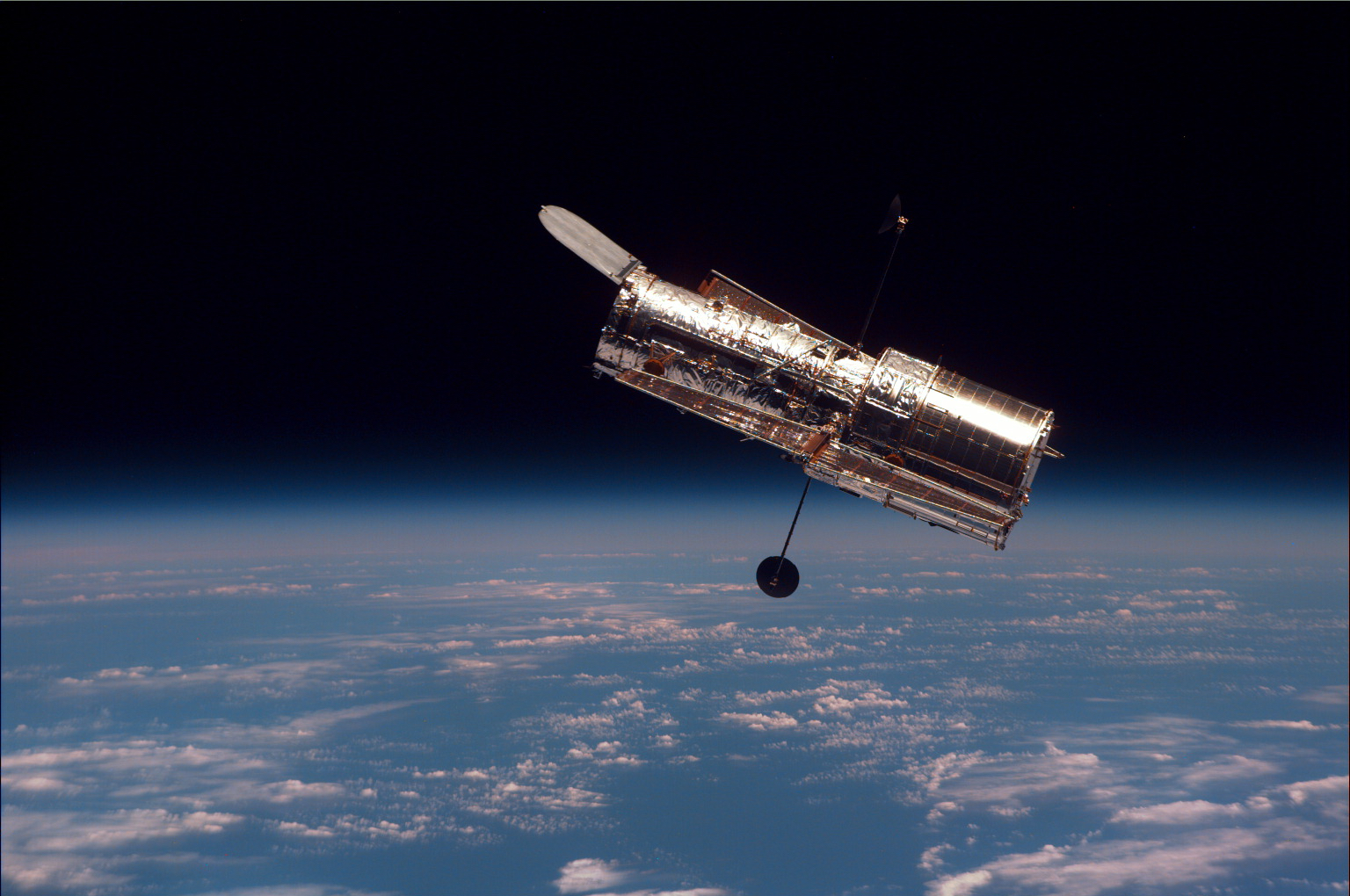
O Telescópio espacial Hubble

- Space Interferometry Mission PlanetQuest
- Terrestrial Planet Finder
- Telescópio Espacial James Webb
- Observatório de raios Gama Compton